# Piper heptandrum
Piper heptandrum är en pepparväxtart som beskrevs av C. Dc.. Piper heptandrum ingår i släktet Piper och familjen pepparväxter. Utöver nominatformen finns också underarten P. h. crassispicum.